# Votan B.
Votan B. – debiutancki nielegal polskiego rapera Dohtora Mioda wydany w 1991 roku, zarazem pierwsze znane polskie hip-hopowe wydawnictwo podziemne, jak i pierwszy w historii polskiej fonografii album stricte hip-hopowy ex æquo z Spalam się Kazika Staszewskiego.

## O albumie
Nieliczne egzemplarze kasety zawierające Votan B., dystrybuowane w śląskim podziemiu artystycznym, zaginęły na przestrzeni lat. Pomimo tego, w lipcu 2010 roku Dohtor Miód poinformował na swojej stronie internetowej, iż udało się odnaleźć jeden oryginał, lecz pomimo zapowiedzi udostępnienia go w formie MP3, pozostaje niedostępny po dziś dzień (stan na maj 2024 roku).